# Sankelmark
Sankelmark er en landsby beliggende ved Sankelmark Sø lidt syd for Flensborg i Angel (Sydslesvig). Administrativt hører landsbyen under Oversø Kommune i Slesvig-Flensborg kreds i den nordtyske delstat Slesvig-Holsten. Sankelmark var en selvstændig kommune indtil marts 2008, hvor Sankelmark med tilhørende landsbyer Barderup og Munkvolstrup blev indlemmet i Oversø Kommune. I den danske periode indtil 1864 hørte landsbyen under Oversø Sogn (Ugle Herred, Flensborg Amt).
Stednavnet Sankelmark er første gang dokumenteret 1472. Stednavnet kan enten være en forkortelse/sammentrækning af et oprindeligt *Sandkulmark eller være hentet fra søens forhenværende navn Sanklam. Sanklam er sammensat af sand og klam (→i betydning af klemme, snevert sted; gammeldansk klamb, oldnordisk klǫmbr). Stednavnet er således måske opstået ved hurtig udtale af Sanklam Mark.
Geografisk set ligger Sankelmark ved overgang fra Angel til den mere sandede gest (sml. Lusangel). Nabobyer er Barderup, Bilskov, Munkvolstrup og det syd for Sankelmark Sø beliggende Oversø.
Slaget ved Sankelmark fandt sted her 1864 under den 2. slesvigske krig. Der er et mindesmærke for de danske soldater, der mistede livet her, tegnet af Vilhelm Dahlerup og rejst 1889.
Danskerne i området ønskede efter anden verdenskrig at opføre en højskole ved Sankelmark Sø. Delstats- og militærregeringen havde 1947 givet tilladelse, men landråd Lübke nægtede senere at give byggetilladelse under henvisning til, at området var fredet. Den danske højskole byggedes i stedet for ved Jaruplund. Fra tysk side opførtes dog kort efter på samme sted ved Sankelmark Sø Grenzakademie Sankelmark. Episoden illustrerer de nationale modsætninger i tiden efter anden verdenskrig.

## Billeder
- Sankelmark Sø (Sanklam)
- Dansk mindesmærke